# Список глав государств в 100 году до н. э.
| 101 до н. э. ← Список глав государств по годам → 99 до н. э. |

## Азия
- Анурадхапура:
  - Пулахатта, царь (103 до н. э. — 100 до н. э.)
  - Бахья, царь (100 до н. э. — 98 до н. э.)
- Армения Великая — Тигран I, царь (115 до н. э. — 95 до н. э.)
- Вифиния — Никомед III Эвергет, царь (127 до н. э. — 94 до н. э.)
- Иберия — Фарнаджом, царь  (109 до н. э. — 90 до н. э.)
- Индо-греческое царство:
  - Гелиокл II , царь (от Гандхары/Западного Пенджаба до Матхура)  (125 до н. э. — 100 до н. э.)
  - Антиалкин, царь (в Паропамисадах, Арахозии и Гандхаре)  (115 до н. э. — 95 до н. э.)
  - Филоксен, царь (в Пенджабе, Паропамисадах, Арахозии и Гандхаре)  (100 до н. э. — 95 до н. э.)
  - Поликсен Эпифан Сотер, царь (в Гандхаре)  (ок. 100 до н. э.)
  - Деметрий III, царь  (ок. 100 до н. э.)
- Иудея — Александр Яннай, царь  (103 до н. э. — 76 до н. э.)
- Каппадокия — Ариарат IX, царь (101 до н. э. — 96 до н. э., 96 до н. э. — 95 до н. э.)
- Китай (Династия Хань) — У-ди (Лю Чэ), император  (141 до н. э. — 87 до н. э.)
- Коммагена — Митридат I Калинник,  царь (109 до н. э. — 70 до н. э.)
- Корея:
  - Махан — Хьо, вождь (113 до н. э. — 73 до н. э.)
  - Пуё — Ковуру, тхандже (121 до н. э. — 86 до н. э.)
  - Пукпуё — Кодумак, тхандже (108 до н. э. — 60 до н. э.)
- Набатейское царство — Арета II, царь (103 до н. э. — 96 до н. э.)
- Осроена — Бакру II, царь (112 до н. э. — 94 до н. э.)
- Парфия — Митридат II Великий, царь (124 до н. э. — 91 до н. э.)
- Понтийское царство — Митридат VI Евпатор, царь (120 до н. э. — 63 до н. э.)
- Сатавахана — Сатакарни II, махараджа (134 до н. э. — 78 до н. э.)
- Селевкидов государство (Сирия):
  - Антиох VIII Грип, царь (125 до н. э. — 96 до н. э.)
  - Антиох IX Кизикский, царь (116 до н. э. — 95 до н. э.)
- Хунну — Цзюйдихоу, шаньюй (101 до н. э. — 96 до н. э.)
- Шунга — Ваджрамитра, император (108 до н. э. — 94 до н. э.)
- Япония — Кайка, тэнно (император) (158 до н. э. — 98 до н. э.)

## Африка
- Египет — Птолемей X Александр I, царь (107 до н. э. — 89 до н. э.)
- Кирена (Киренаика) — Птолемей Апион, царь (105 до н. э. — 96 до н. э.)
- Мавретания — Бокх I, царь (ок. 110 до н. э. — ок. 80 до н. э.)
- Мероитское царство (Куш) — Танийдамани, царь (ок. 120 до н. э. — ок. 100 до н. э.)
- Нумидия — Гауда, царь (105 до н. э. — 88 до н. э.)

## Европа
- Боспорское царство — Митридат VI Евпатор, царь (109 до н. э. — 63 до н. э.)
- Ирландия — Конайре Великий, верховный король (110 до н. э. — 40 до н. э.)[1]
- Одрисское царство (Фракия) — Котис V, царь (120 до н. э. — 87 до н. э.)
- Римская республика:
  - Гай Марий, консул (107 до н. э., 104 до н. э. — 100 до н. э., 86 до н. э.)
  - Луций Валерий Флакк, консул (100 до н. э.)

## Галерея

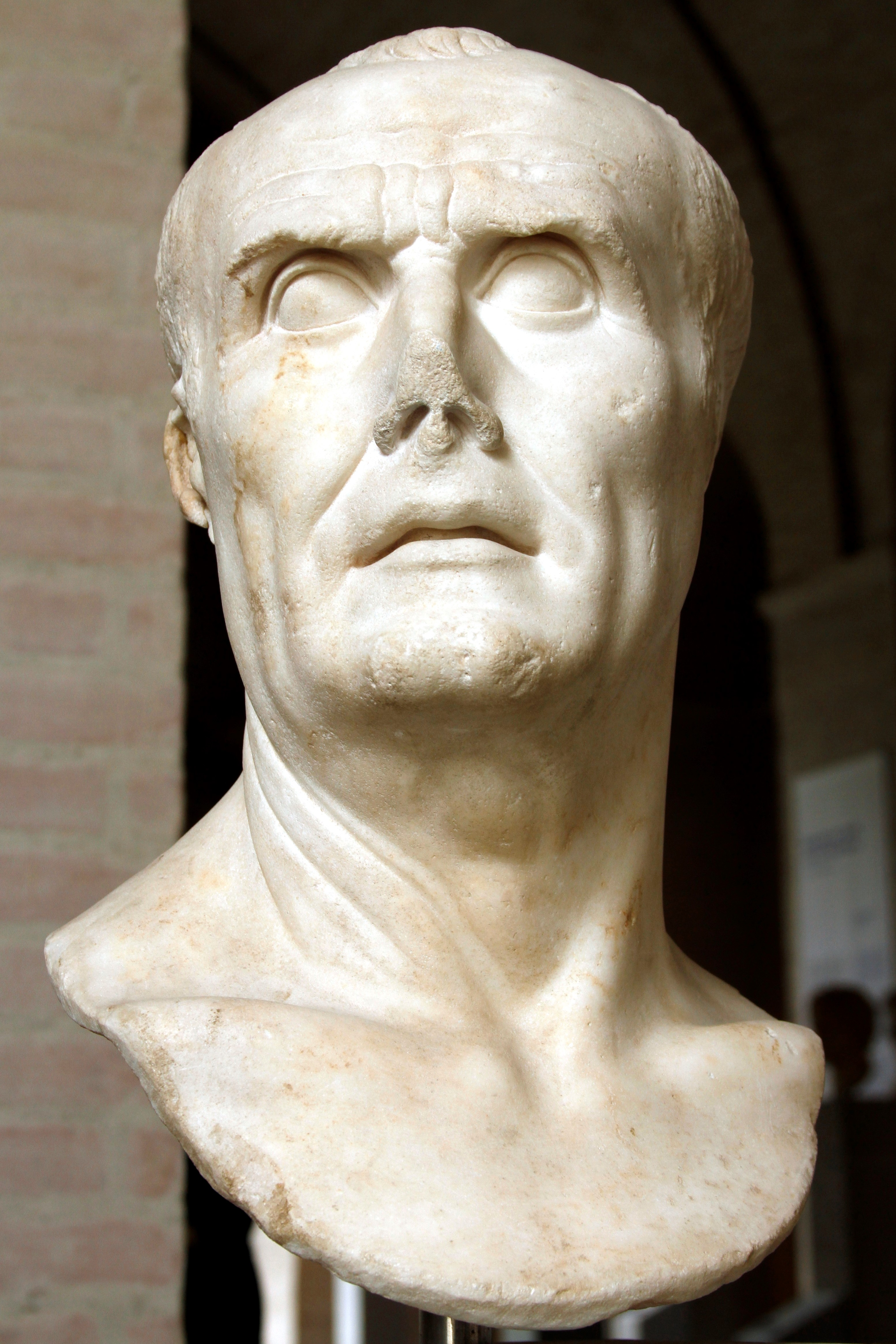
Гай Марий 107, 104-100, 86 до н.э. Консул Римской Республики
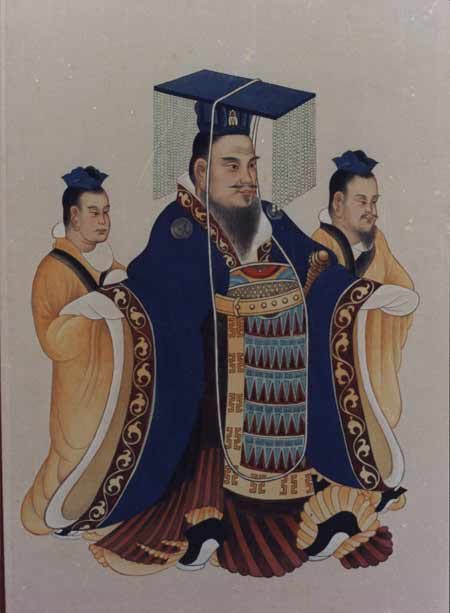
У-ди 141 до н.э.— 87 до н.э. Император Китая
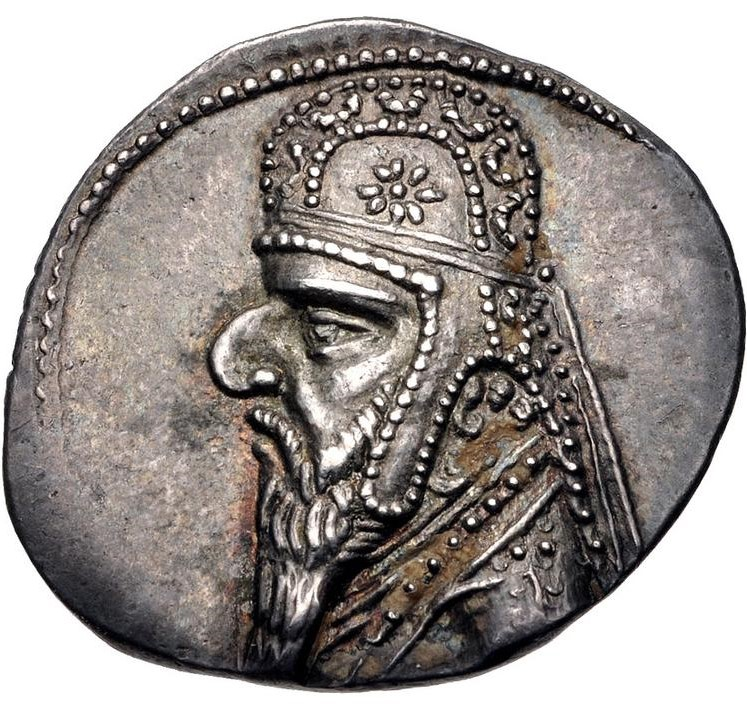
Митридат II Великий 124 до н.э.— 91 до н.э. Царь Парфии
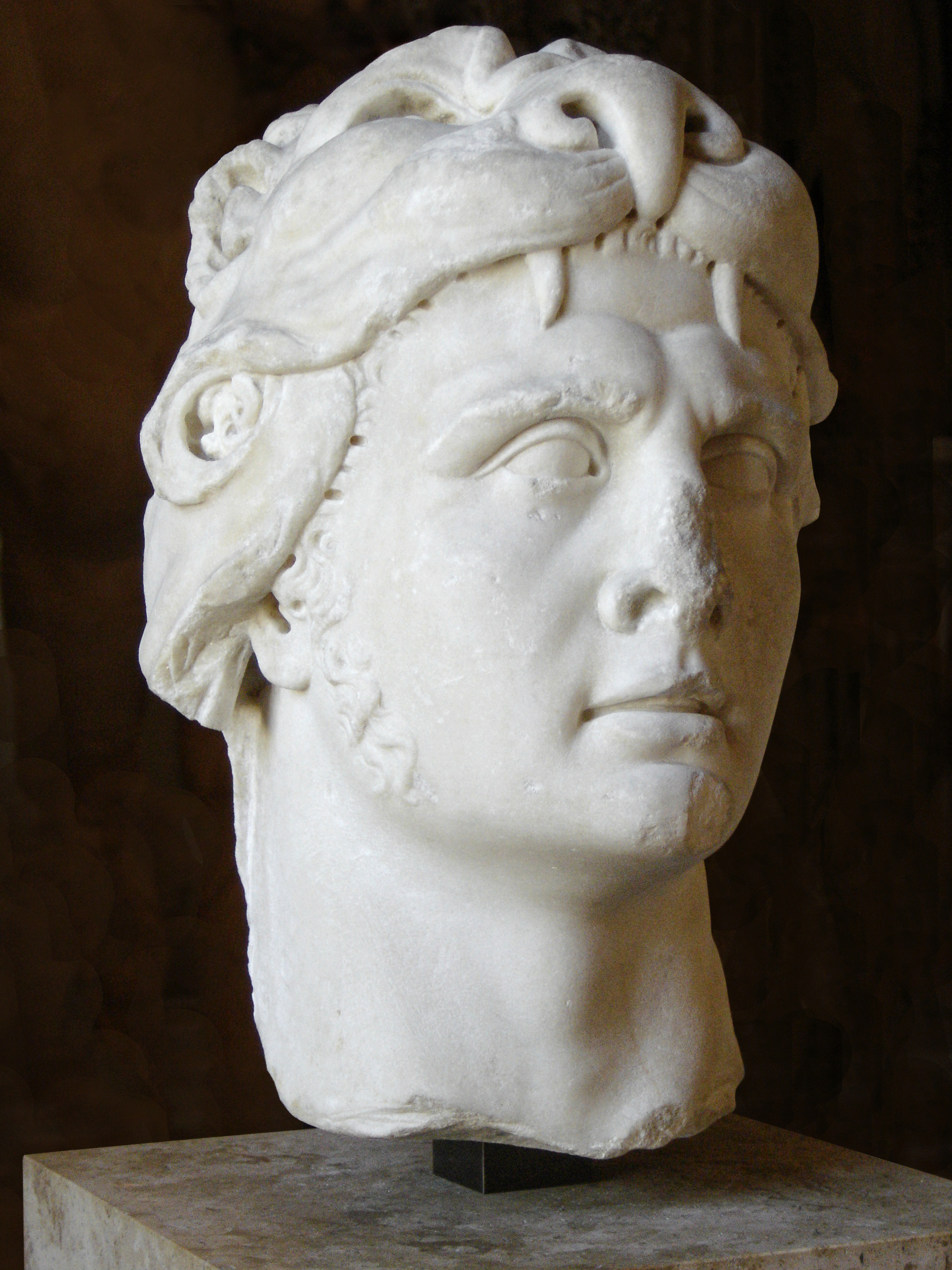
Митридат VI Евпатор 109 до н.э.— 63 до н.э. Царь Понта и Боспора
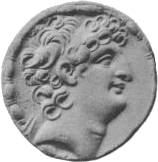
Антиох VII Грип 125 до н.э.— 96 до н.э. Царь Сирии
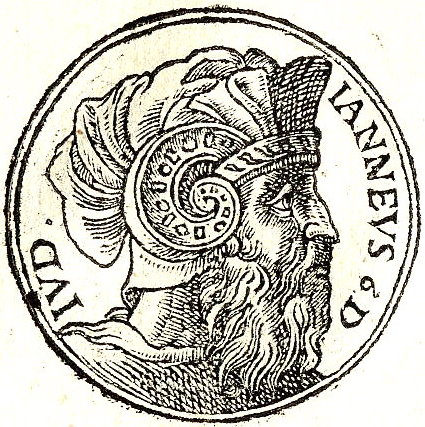
Александр Яннай 103 до н.э.— 76 до н.э. Царь Иудеи
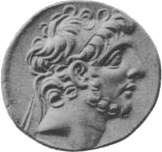
Антиох IX Кизикский 116 до н.э.— 95 до н.э. Царь Сирии
Бокх I ок. 110 до н.э.— ок. 80 до н.э. Царь Мавретании
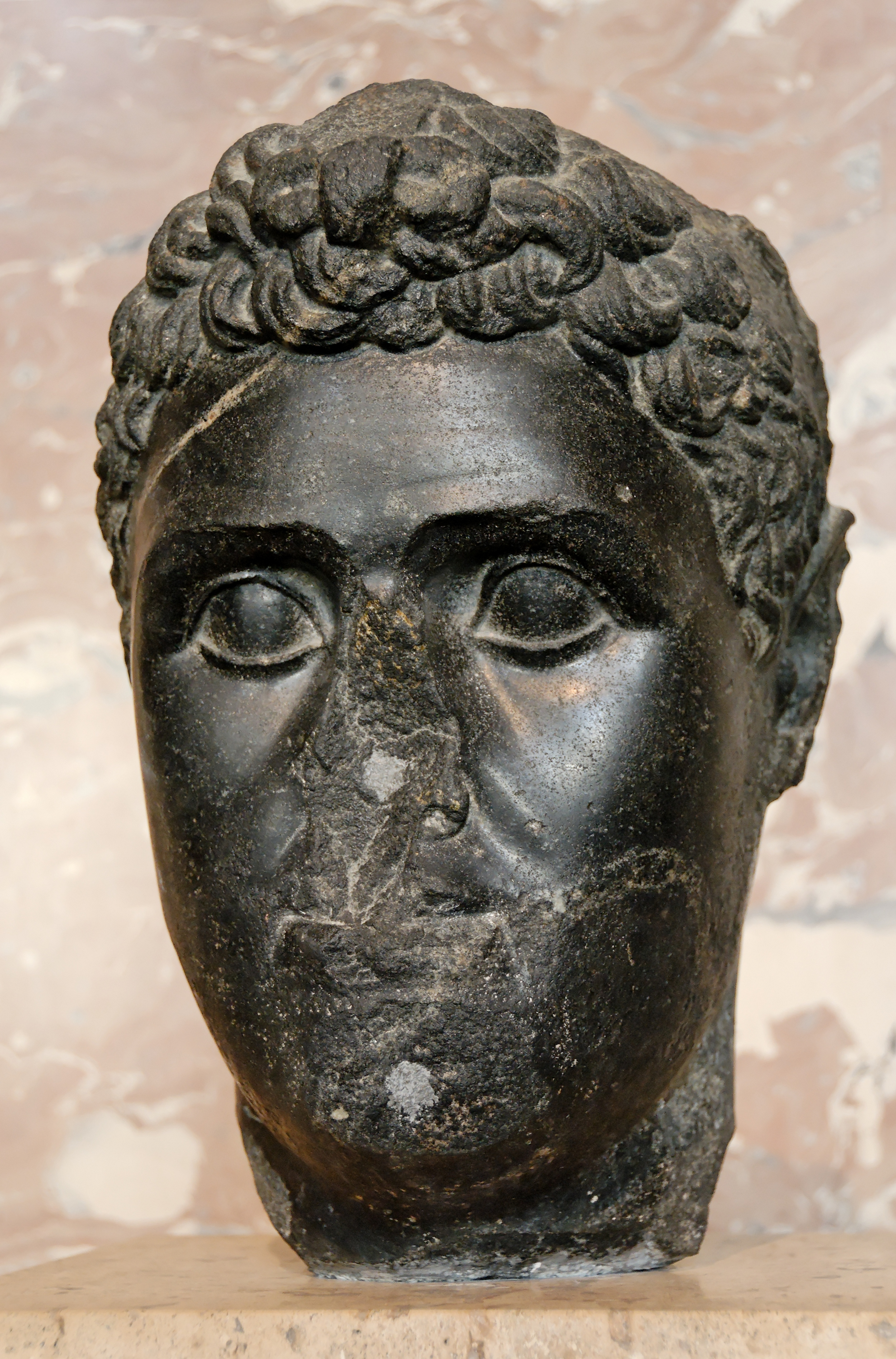
Птолемей X Александр II 107 до н.э.— 89 до н.э. Царь Египта
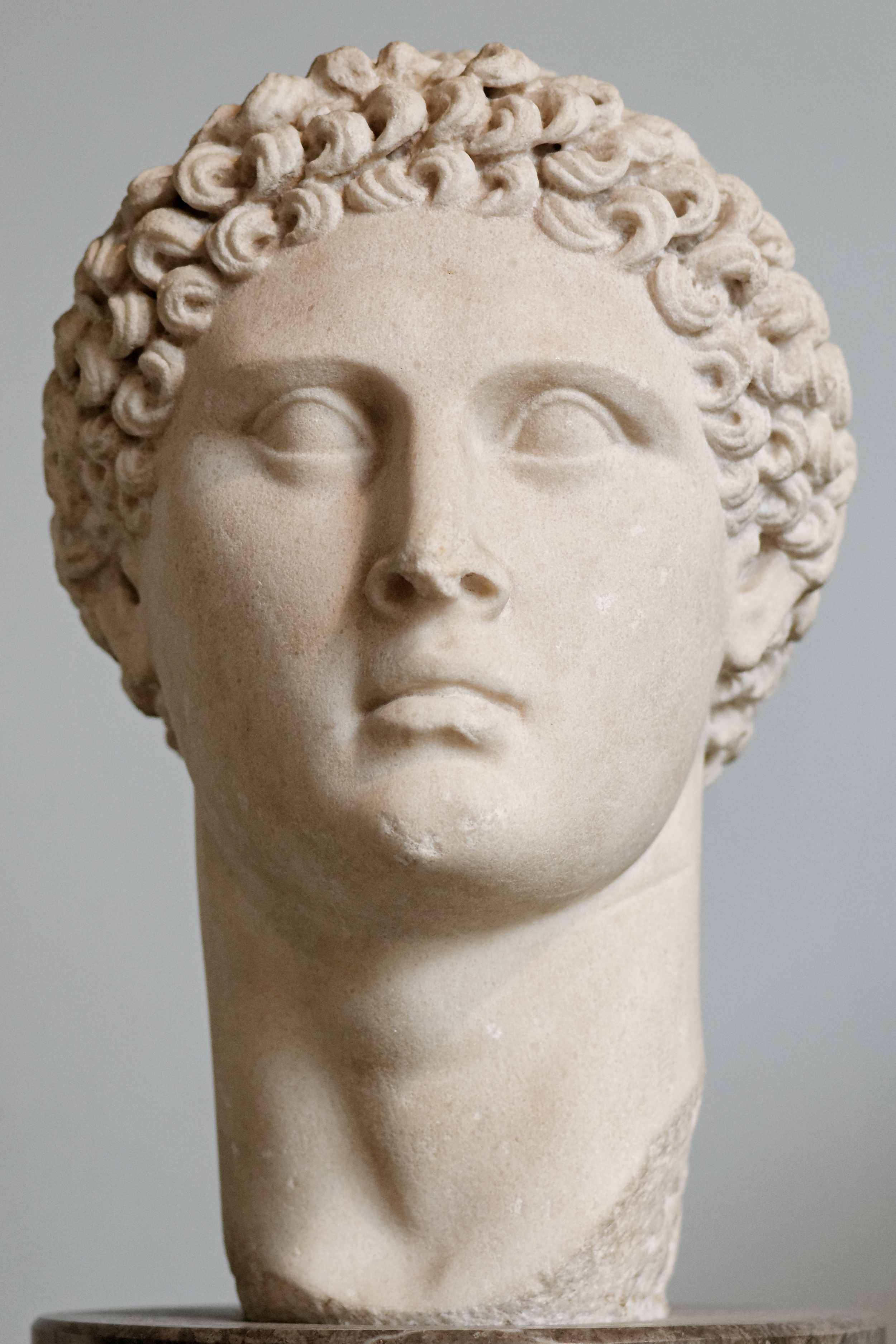
Птолемей Апион 107 до н.э.— 89 до н.э. Царь Кирены
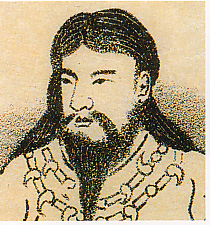
Кайка 158 до н.э.—98 до н.э. Император Японии